# Chrám páně Simpsonův
Chrám páně Simpsonův (v anglickém originále Pray Anything) je 10. díl 14. řady (celkem 301.) amerického animovaného seriálu Simpsonovi. Scénář napsali Sam O'Neal a Neal Boushell a díl režíroval Michael Polcino. V USA měl premiéru dne 9. února 2003 na stanici Fox Broadcasting Company a v Česku byl poprvé vysílán 9. listopadu 2004 na stanici ČT1.

## Děj
Na zápase košíkové žen, jejž Simpsonovi navštíví, nabídne hlasatel výhru 50 000 dolarů za úspěšný koš z poloviny hřiště. Ned Flanders si před hodem na koš klekne, pomodlí se a koš trefí. K Homerovu zděšení prohlásí, že si peníze nenechá, ale věnuje je. Následujícího dne se Homer Neda zeptá, v čem spočívá jeho tajemství, a Ned odpoví, že v tvrdé práci, čistém životě a modlitbě; protože první dvě věci by vyžadovaly jeho úsilí, Homer se zaměří na modlitbu. Později Homer nemůže najít dálkové ovládání a modlí se k Bohu, aby mu ho pomohl najít. Najde ho pod gaučem a vidí, že jeho modlitby fungují. 
Poté, co si Marge všimne jeho přehnaného modlení, řekne Homerovi, že by neměl žádat Boha, aby za něj všechno udělal, což on tupě odmítne zvážit. V neděli jde Homer směrem ke kostelu, dívá se vzhůru a mluví s Bohem. Nedívá se, kam jde, a spadne do mělké díry. Právník Homera přesvědčí, aby kostel zažaloval. U soudu dá porota za pravdu Homerovi a ten získá listinu o vlastnictví kostela. Navzdory Marginým námitkám tam rodinu přestěhuje, což se nelíbí reverendu Lovejoyovi, který nakonec město opustí. 
Z kostela se stane bar a zábavní podnik pro obyvatele města a Ned si všimne, že byla porušena všechna přikázání Desatera. Když se Marge obává, že na Homera dopadá Boží hněv, spustí se liják a Homera zasáhne blesk do úst (Boží způsob, jak ho udeřit za jeho rouhání, svatokrádež a kacířství). Město začne zaplavovat voda a obyvatelé města prchají na střechu kostela. Ve chvíli, kdy se měšťané chystají vykonat na Homerovi pomstu, se reverend Lovejoy vrací ve vrtulníku a vede všechny k modlitbě, v níž prosí Boha o odpuštění. Povodeň opadne a poté Líza uvede logické důvody příčin událostí, které se staly, přičemž bouři a povodeň způsobilo zapálení ohně a pokácení stromů, ale na otázku, proč najednou přestalo pršet, Líza jen řekne: „Nevím. Buddha?“. Kamera se pak přesune na Boha, Buddhu a plukovníka Sanderse, kteří se dívají z nebe a racionálně uvažují, že lidé už trpěli dost, přičemž Bůh požádá o kuře s popcornem plukovníka Sanderse.

## Produkce a kulturní odkazy
Seriál se ve své historii mnohokrát zabýval náboženskými tématy. V této epizodě je ústředním tématem modlitba.
Scenáristé O'Neal a Boushell se chtěli ujistit, že přicházejí s jedinečným nápadem, který tu ještě nebyl, protože věděli, že se epizoda blíží 300. výročí seriálu. Původní téma vycházelo z reportáže o „evangeliu prosperity“. Tato epizoda začíná zápasem v basketbalu žen, protože mnoho hráčů NBA odmítlo jejich hostování o několik let dříve v epizodě Homerem zapomenuté děti. Lentikulární karta „pomstychtivého boha“ a „milujícího boha“ byla animována vytvořením dvou obrázků, které se kříží rozpuštěné s proloženými bílými čarami. Al Jean vysvětlil, že důležitým bodem dílu bylo, proč by se měl bůh starat o problémy průměrného člověka prvního světa, když existují přírodní a člověkem způsobené katastrofy, které by potřebovaly jeho pomoc. Castellaneta při společném čtení předvedl delší padající zvuk než ten, který se objevil ve finálním sestřihu epizody. Jean vysvětlil, že kvůli ztrátě Phila Hartmana – a tedy i Lionela Hutze – bylo těžké uvést do seriálu nové právníky. V této epizodě se jeden takový pokus objevil. Štáb bojoval s vysílacími normami kvůli Homerovi, který tančil v kostele ve spodním prádle. Co se týče záběru na západ slunce, až do této chvíle v historii seriálu se nepoužívalo příliš stupňované stínování, protože muselo být pečlivě nakresleno. Naproti tomu pomocí počítačů je to velmi rychlé a snadné, což je důvod, proč Polcino dává přednost digitálnímu před ručně malovaným; je tak k dispozici mnohem více možností barev a stínování.
Homer Simpson si brouká „Bringing in the Sheaves“ (v českém znění „Mám tě rád jak svíčkovou, lásko“) a v pozadí hraje „I Was Made for Lovin' You“ od Kiss.

## Vydání
Gregory Hardy z Orlando Sentinel díl označil za 13. nejlepší epizodu seriálu se sportovní tematikou.
Polcino řekl, že díl je „dobře napsaný pořad“ a že obsahuje „jeden z jeho oblíbených scénářů“, protože rád řeší náboženská témata.